# Jelena Grubišić
Jelena Grubišić (n. 20 ianuarie 1987, în Zagreb) este un fost portar de handbal din Croația. Ultima oară a jucat pentru clubul românesc CSM București. De asemenea, Grubišić a fost componentă a echipa națională a Croației. Grubišić a participat la Campionatul Mondial din 2011, desfășurat în Brazilia, și la Olimpiada din 2012, de la Londra.

## Palmares
- Campionatul Croației:
  -  Câștigătoare: 2004

- Cupa Croației:
  -  Câștigătoare: 2005, 2007

- Campionatul Sloveniei:
  -  Câștigătoare: 2010, 2011, 2012, 2013, 2014

- Cupa Sloveniei:
  -  Câștigătoare: 2010, 2011, 2012, 2013, 2014

- Nemzeti Bajnokság I:
  - Medalie de argint: 2015

- Magyar Kupa:
  -  Câștigătoare: 2015

- Liga Națională:
  -  Câștigătoare: 2016, 2017, 2018, 2021
  - Locul 2: 2019, 2022

- Cupa României:
  -  Câștigătoare: 2016, 2017, 2018, 2019, 2022
  - Finalistă: 2020, 2021

- Supercupa României:
  -  Câștigătoare: 2016, 2017, 2019
  - Finalistă: 2018, 2020, 2021

- Liga Campionilor EHF:
  -  Câștigătoare: 2016
  - Locul 3: 2017, 2018

## Premii individuale
- MVP al Final4 al Ligii Campionilor EHF: 2016[5]
- Cetățean de onoare al Bucureștiului (2016)[6][7]